# Albrecht af Preussen
Albrecht af Preussen (også Albrecht af Brandenburg-Ansbach og Albrecht von Hohenzollern, født 16. maj 1490 i Ansbach, død 20. marts 1568 i Tapiau) var søn af Frederik af huset Hohenzollern og Sofia, som var datter af Kasimir IV af Polen og Elisabet af huset Habsburg. Han var Den tyske ordens sidste højmester med territorialmyndighed og Preussens første hertug. Han indførte reformationen i Preussen og grundlagde den preussiske Landeskirche. Han grundlagde også Albertina-universitetet i Königsberg.
Albrecht blev den 13. februar 1511 optaget i den Tyske Orden i Zschillen i Sachsen og udnævnt til dens højmester. Efter freden i Toruń (1466) var Den tyske Ordens resterende preussiske områder kommet under den polske krones lensoverhøjhed, men Albrecht nægtede at aflægge troskabseden over for den polske konge og førte krig mod polakkerne fra 1519. Krigen kom til en foreløbig afslutning i 1521, da der blev indgået en fireårig våbenstilstandsaftale. Albrecht anvendte denne tid til rejser i Tyskland for at vinde forbundsfæller. Under denne rejse stiftede han bekendtskab med reformationen og sluttede sig til denne.
Albrecht støttede reformationen ved at indsætte den tidligere franciskanerpater Johannes Briessmann som domprædikant i Königsberg i 1523 og ligeledes Paul Speratus til hofprædikant i 1524 og Johann Poliander (Gramann) til sognepræst ved "Altständische Kirche" i Königsberg i 1525. Under beskyttelse af de reformationsvenlige ordensbiskopper Georg von Polentz af Samland og Erhard von Queis af Pomesania udøvede de tre og deres medhjælpere en hektisk reformatorisk aktivitet.
I 1525 sluttede han fred med den polske konge Sigismund I af Polen. Han anerkendte denne som overherre og fik samtidig Østpreussen som arveligt, verdsligt len. Han organiserede Østpreussens forvaltning og indførte der den lutherske lære.
I 1526 blev han gift med Dorotea af Danmark, datter af kong Frederik I og Anna af Brandenburg. Under Grevens Fejde i Danmark virkede han på svogeren Christian IIIs og Gustav Vasas side.
Fra 1542 til 1543 foretog han kirkevisitats i hele hertugdømmet. 
Albrecht var en varm støtte for videnskab og grundlagde i 1544 universitetet i Königsberg, efter ham selv benævnt Collegium Albertinum eller Albertina. I den osiandriske strid stod han helt under indflydelse af Andreas Osiander, som han i 1549 havde gjort til sognepræst i "Altständische Kirche" og til professor ved universitetet.